# Aaron Doran
Aaron Doran (1991. május 13., Írország) ír labdarúgó, aki jelenleg a Blackburn Roversben játszik, középpályásként.

## Pályafutása

### Blackburn Rovers
Doran 2008 májusában kapott profi szerződést a Blackburn Roverstől. A felnőtt csapattal együtt készült a 2008/09-es szezonra, a Macclesfield Town és a NAC Breda elleni barátságos mérkőzéseken is pályára lépett. Szeptemberben megkapta a 39-es számú mezt a felnőttek között.
2009. április 11-én debütált tétmeccsen, amikor egy Liverpool elleni bajnokin csereként váltotta Aaron Mokoenát. Május 2-án, a Manchester City ellen szintén csereként kapott lehetőséget, csakúgy, mint 17-én, a Chelsea ellen. Egy 2-2-es végeredménnyel záruló AS Roma elleni barátságos meccsen ő is gólt szerzett.

## Külső hivatkozások
- Aaron Doran pályafutásának statisztikái a Soccerbase oldalon (angolul)

- Aaron Doran adatlapja a Blackburn Rovers honlapján

## Fordítás
- Ez a szócikk részben vagy egészben  az   Aaron Doran című angol Wikipédia-szócikk fordításán alapul.  Az eredeti cikk szerkesztőit annak laptörténete sorolja fel. Ez a jelzés csupán a megfogalmazás eredetét és a szerzői jogokat jelzi, nem szolgál a cikkben szereplő információk forrásmegjelöléseként.